# Carles Diaz
Pour les articles homonymes, voir Diaz.
Carles Diaz, né le 23 septembre 1978 à Providencia, est un écrivain et poète franco-chilien d'expression française ; docteur en histoire de l'art, chercheur dans le domaine de la culture et de l'art européen spécifique à la seconde moitié du XIXe siècle.

## L'œuvre
Dès la parution de ses premiers textes, en 2002, il s’engage pour la sauvegarde et la protection du patrimoine en péril, ainsi que pour la défense des langues autochtones et territoriales. Il affirme qu’il n’y a pas une histoire, mais des histoires au pluriel.
« Il y a chez Carles Diaz une défense inconditionnelle des droits des peuples à disposer de leurs langages, et à les mélanger, les aboucher, les faire basculer dans le cahoteux et le sublime », écrit Fabien Ribéry.
Serge Airoldi écrit à propos de l’auteur : « Dans tout ce qu’écrit Carles Diaz, se manifeste une solennité, une acuité et une compréhension absolue de l'espace, du temps, des hommes et des choses qui vont avec. »
La Vénus encordée est un journal imaginaire qui aurait été rédigé, en 1943, par Rose Valland (1898-1985), attachée de conservation au musée du Jeu de Paume, à Paris. Rose Valland y raconte son rôle dans le sauvetage de plus de soixante mille œuvres d'art et objets patrimoniaux spoliés par les nazis durant l'Occupation.
Premier livre d’une trilogie en cours, La Vénus encordée a été considéré comme un livre « osé » par Didier Cahen dans le journal Le Monde, et comme une « évocation aussi inventive que poétique » par le journal La Libre Belgique, du 29 mai 2019, section Arts libres. Selon Patrick Corneau : « Il y a bien d’autres thèmes admirablement traités entre prose lyrique et essai poétique, avec le contrepoint judicieux du poème sous son exacte forme : l’Antiquité, l’art du dessin, la vocation de l’artiste… ». « (…) le lecteur est-il happé par les tries de réflexions érudites en contrepoint des poèmes poignants qui légitiment la pensée de Rose Valland. Et si l’art pouvait arrêter le massacre ? Si l’art pouvait enfin relier ces Hommes que tout sépare… Car l’art nous exhorte à vivre en utopie, malgré la communauté civile qui englue les âmes et perverties les desseins », s’interroge François Xavier dans le Salon littéraire.
Publié aux éditions Poesis, en mars 2022, L’arbre face au monde. Vies et destin de Carl Alexander Simon, est le second volume de la trilogie débutée par La Vénus encordée. Dans ce livre son auteur nous entraîne sur les pas d’un peintre allemand exilé au Chili en 1850, disparu dans les forêts de Patagonie deux ans après son arrivée dans le pays.
En adoptant le point de vue du personnage central de l'histoire, Carles Diaz explore différents phénomènes et thématiques en lien avec la perception, la nature, l’humanisme et notamment la création artistique comme quête et possibilité de réinvention du monde.
Dans la revue L'Œil, James Benoît explique cette quête ainsi : « La peinture implique un déplacement, changer d’angle, changer de corps, pour voir d’un autre œil, pour voir depuis l’œil d’un autre et changer d’expérience, et changer d’existence, et changer d’être au monde. D’un art à autre, plusieurs approches se télescopent. Il y a tout d’abord le rapport au vécu intérieur de l’artiste qu’on peut tenter de dépeindre pour mettre en lumière et en mots son parcours, sa substance, son égo, comme le tente admirablement le poète Carles Diaz à propos du peintre C.A. Simon. »
Ainsi, mis de plain-pied dans la peau de son héros, alternant prose poétique et monologue intérieur, l’auteur nous invite à observer la réalité autrement, à faire de l’art et de la philosophie une manière de vivre. En effet, alliant créativité et réflexion, cette double expérience offre un champ de possibilités permettant à l’humain de gagner en liberté d’action et en lucidité. Selon Pierre Tanguy : « Carles Diaz nous dit, à travers l’évocation de son "petit maître", que "face à la pauvreté spirituelle grandissante", il faut continuer à "vivre sans jamais oublier notre condition tragique". »

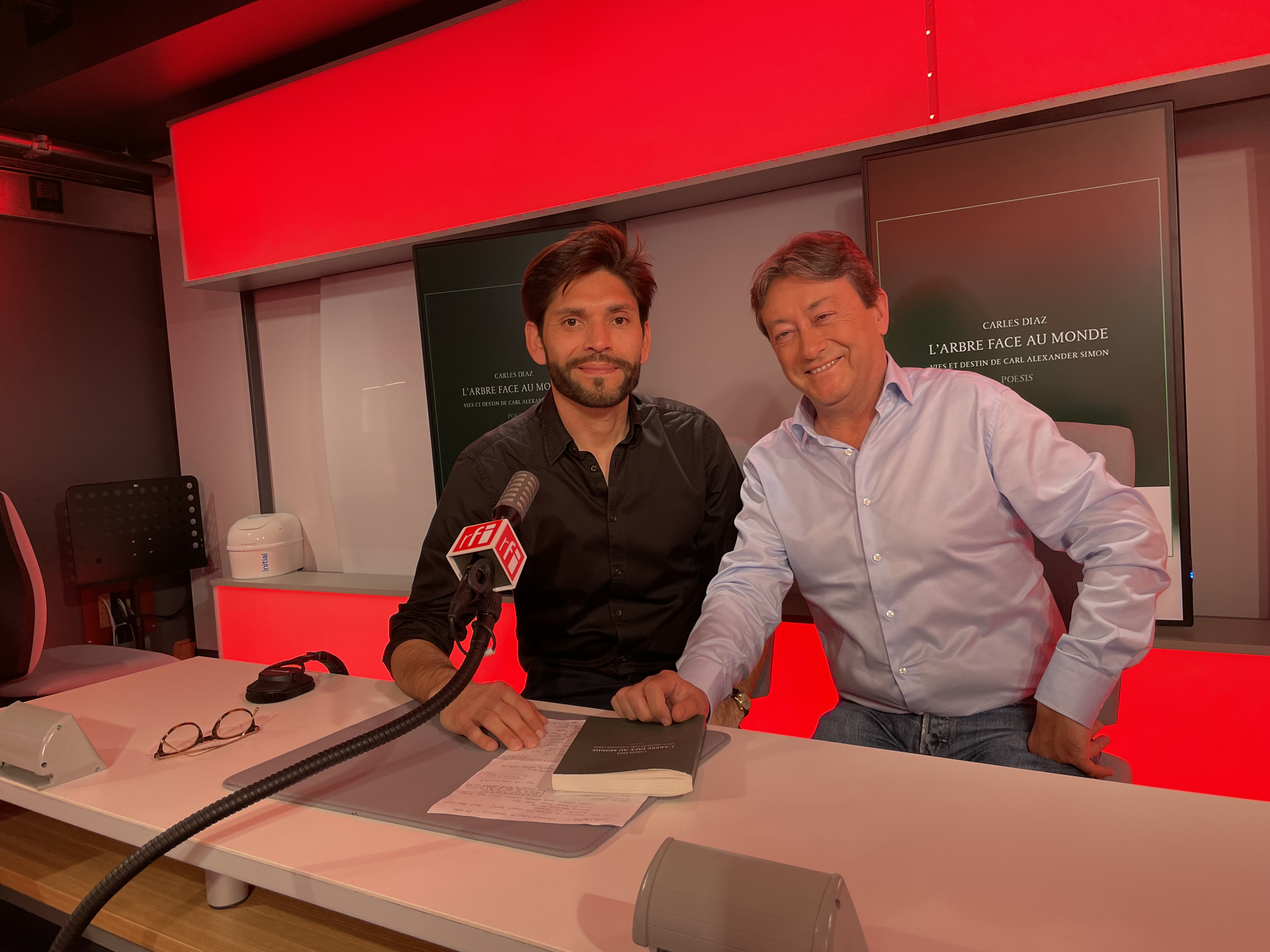
Jordi Batallé reçoit l'écrivain Carles Diaz sur Radio France Internationale (RFI) en mars 2022

Face à cet artiste oublié de l’histoire de l’art « Carles Diaz lui rend tout ce que la mort lui a volé. Dans la fluidité du récit, l’intimité du narrateur comme de son héros devient universelle. »  «. Le lecteur est conquis par cette démarche où le récit imaginaire se fait quête spirituelle. »
Dans le livre Sus la Talvera / En Marge, récit poétique traduit à l’occitan par Jean-Pierre Tardif et publié aux éditions Abordo en 2019, Carles Diaz manifeste une foi passionnée pour la lutte de l'homme pour la justice et le sens de l’honneur.
« L’imaginaire de Carles Diaz développe une prose poétique qui s’élance de page en page, s’enchaîne et s’entortille, tourbillonne et déborde d’eau et de vent ; c’est tout un océan qui monte entre l’Aquitaine et le Chili. » écrit Sylvan Chabaud dans le magazine de la culture en occitan Lo Diari.
« La poésie, cet éclat musical est une affaire de langue. Ici elles sont deux, la langue d’oc et la langue de France. Deux langues qui s’accordent, et se répondent, l’une enfante l’autre, l’autre fait entendre la première. Carles Diaz en possède au moins deux, celle de son origine, l’espagnol du Chili, et celle de son adoption littéraire et géographique, le français » affirme Philippe Chauché dans La Cause littéraire.
Paru en mars 2022 aux éditions Gallimard, Polyphonie landaise précédé de Paratge est un livre qui exalte la géographie éprouvée et imaginaire.
La poésie de ce diptyque est ancrée dans la terre, réservoir de la mémoire, et combat l’inachevé et la disparition. « Les Landes, qui n’ont (presque) rien de monotone, chantent ici dans la dynamique des mémoires rassemblées, retrouvées, inventées (…) il y a des pierres, des villages au loin, et du feu, partout, visible ou invisible. »
Polyphonie landaise est un ensemble de 26 textes en prose qui exprime le paysage des Landes de Gascogne échappant à toute temporalité. Paratge, comprend 35 poèmes en vers libres et aborde la subtile question de l’être-au-monde, de la recherche d’une « noblesse d’âme » chère aux troubadours occitans. À propos de cet ensemble de poèmes, Jean-Paul Gavard-Perret souligne : « Mise en joue, le lieux se mêle aux impressions qu’il génère et ce, pour faire renaître les qualités de l’âme occitane. Entre le silence et le cri, toute une marqueterie en répons à une longue histoire culturelle accorde une certaine folie à la platitude première d’un tel lieu qui soudain se soulève en divers monuments. »
À la richesse de son imaginaire, « contribue la grande beauté de l’expression, autant que la simplicité et la gravité profonde, mais non pesante, de ce poète discret (...) Un poète du « lieu », qui sait éveiller avec une densité puissamment évocatrice sa manière « d’habiter cette terre », d’amener son langage à déployer la réalité singulière du lieu avec lequel il entretient une relation intime », écrit Xavier Bordes.
Pour son livre Polyphonie landaise, précédé de Paratge, Carles Diaz s’est vu décerner le Prix Constantin Casteropoulos 2022 de l’Académie des Sciences Lettres et Arts de Marseille récompensant, selon Patrick Boulanger, rapporteur de l’Académie, « les poésies d’un auteur chilien, ardent défenseur des langues régionales et des idiomes menacés ». Il a reçu également le Prix Bernard Blancotte de l'Académie des arts, lettres et sciences de Languedoc, ainsi que le Prix du marquis de la Grange de l’Académie nationale des sciences, belles lettres et arts de Bordeaux, prix annuel devant être décerné alternativement à l’auteur d’un livre ou mémoire sur la langue gasconne et sur la numismatique des provinces méridionales.
Pour Carles Diaz, « La poésie est un sédiment composé de vertige, de fulgurance, de doute et de lenteur, dont le but est de restituer au plus près la part d'inconnu et d'ineffable accompagnant notre séjour au monde. »

## Publications
Poésie
- L'Arbre face au monde. Vies et destin de Carl Alexander Simon, éd. Poesis, 2022.
- Polyphonie landaise précédé de Paratge, éd. Gallimard, 2022.
- La Vénus encordée, éd. Poesis, 2019.
- Sus la Talvera – En Marge, ouvrage bilingue français-occitan. Traduction occitane et préface de Joan-Peire Tardiu, éd. Abordo, 2019.
- Tentative verticale (2e édition augmentée et corrigée), éd. Abordo 2018.
- Tentative verticale (1re édition), Zinnia éditions, 2016. Préface de Patrick Quillier.
- Le Fleuve à l'envers, éd. Abordo, 2013.
- Les Déferlantes nocturnes. Acte à plusieurs voix, éd. Abordo, 2010 et 2015 (ouvrage adapté en version théâtrale et joué au Théâtre Marguerite Duras / TMD Bordeaux, mars 2015).

Essai
- C'est à ce Prix que nous mangeons du sucre. Le poème à l'épreuve du contemporain, éd. Abordo, 2024.

Publications collectives
- Habiter poétiquement le monde, anthologie manifeste, Frédéric Brun (conception, choix de textes et avant-propos). Deuxième édition, éd. Poesis, 2020.
- Du Feu que nous sommes. Anthologie poétique. 65 auteurs contemporains. Dujour Bosquet Charles (direction et préface), éd. Abordo, 2019.

Contributions
- « Un Art complexe ou complexé ? Réflexions sur la critique » in En avant la critique, Philippe Chauché, coll. Alcahuete, éd. Louise Bottu, 2019.
- Préface et appareil critique in Semilla de errancia, Gabriel Mwènè Okoundji. Traduction espagnole de Leandro Calle, éd. Babel, Cordoba, 2017.
- Préface et notes critiques in Sylves, de Jean-Joseph Rabearivelo, éd. Abordo, 2017.
- Traduction des Sonnets de la mort (1914) de Gabriela Mistral (1889-1957), revue Phaéton, no 3, Bordeaux, 2016.
- Postface de 89, Poésies républicaines, de Auguste Villiers, éd. Abordo, 2022. Préface de Loris Chavanette.

## Décoration
- Chevalier de l'ordre des Arts et des Lettres, Carles Diaz a été nommé au grade de chevalier par l’arrêté du 29 octobre 2021[20].
- Ordre de la Pléiade, Carles Diaz a été nommé au grade de Chevalier, le 4 juillet 2024, lors de la 49e session plénière de l’Assemblée parlementaire de la Francophonie qui s'est tenue à Montréal (Canada).